# Reisen & Caravan
Die Freizeitmesse Reisen & Caravan in Erfurt ist Thüringens größte Messe für Reisen und Caravaning.
Sie findet seit 1991 jedes Jahr Ende Oktober, Anfang November in den Erfurter Messehallen auf 11.000 m² Ausstellungsfläche statt. 2004 verzeichnete die Reisen & Caravan rund 30.000 Besucher bei 270 Ausstellern, 2008 rund 33.000 Besucher bei 250 Ausstellern auf 15.000 m² Ausstellungsfläche.

## Andere Reise- und Caravan-Messen
- Austro Caravan & Allrad Tulln, seit 2003 im Oktober, 100 Aussteller, 28.000 Besucher (2004)
- Caravan, Boot & Reisen München, 1966–2008 im Februar, 1200 Aussteller, 140.000 Besucher (2005)
- Caravan Salon Düsseldorf, seit 1961 im August/September, 500 Aussteller, 150.000 Besucher (2004)
- Reisen, Freizeit, Caravan Halle, seit 1993, Anfang Februar, 250 Aussteller, knapp 15.000 Besucher (2005)
- Reisen-Freizeit-Caravan Cottbus, seit 2001 im Januar, 200 Aussteller, 14.000 Besucher (2004)
- Suisse Caravan Salon Bern, seit 1999 im Oktober, 180 Aussteller, 36.000 Besucher (2003)
- Touristik & Caravaning International Leipzig, seit 1990 im November, 1100 Aussteller, 81.000 Besucher (2005)